# Sembung (Sukorame)
Sembung is een bestuurslaag in het regentschap Lamongan van de provincie Oost-Java, Indonesië. Sembung telt 997 inwoners (volkstelling 2010).